# Mas del Quet
El Mas del Quet és una masia de Montbrió del Camp (Baix Camp) inclosa a l'Inventari del Patrimoni Arquitectònic de Catalunya.

## Descripció
El mas es localitza uns mil dos-cents metres a l'est del nucli urbà, al final del camí vell de Montbrió del Camp a Vinyols i els Arcs, tocant ja a la riera d'Alforja.
La construcció originària, de pedra, maçoneria i maons intercalats, data del segle xvii i està formada per un cos original de planta baixa i dues plantes pis. L'última planta està rematada amb una galeria tapiada de l'època renaixentista. La coberta, de teula àrab, és dues vessants i amb carener paral·lel a la façana. Les obertures presenten formes diferents i la distribució és del tot irregular. Destaca la finestra del pis superior en forma d'arc de mig punt. En un costat de la façana hi ha un porxo fet d'fibrociment (uralita) i suportat per columnes de formigó.
Existeix una edificació adossada al mas original que té només planta baixa. Es tracta d'una construcció recent. La coberta té les mateixes característiques que en cos principal.
El mas també té una bassa i disposa d'aigua de la mina de l'horta.
L'estat de conservació pel que fa a l'exterior és bo i es tracta d'un edifici en ús.